# Almuñécar
Almuñécar è un comune spagnolo di 27 305 abitanti situato fra la montagna e il mare nella provincia di Granada, sul Rio Verde, nella parte granadina della Costa del Sol nella comarca della Costa Tropical a uguale distanza di 75 km da Granada e da Malaga.

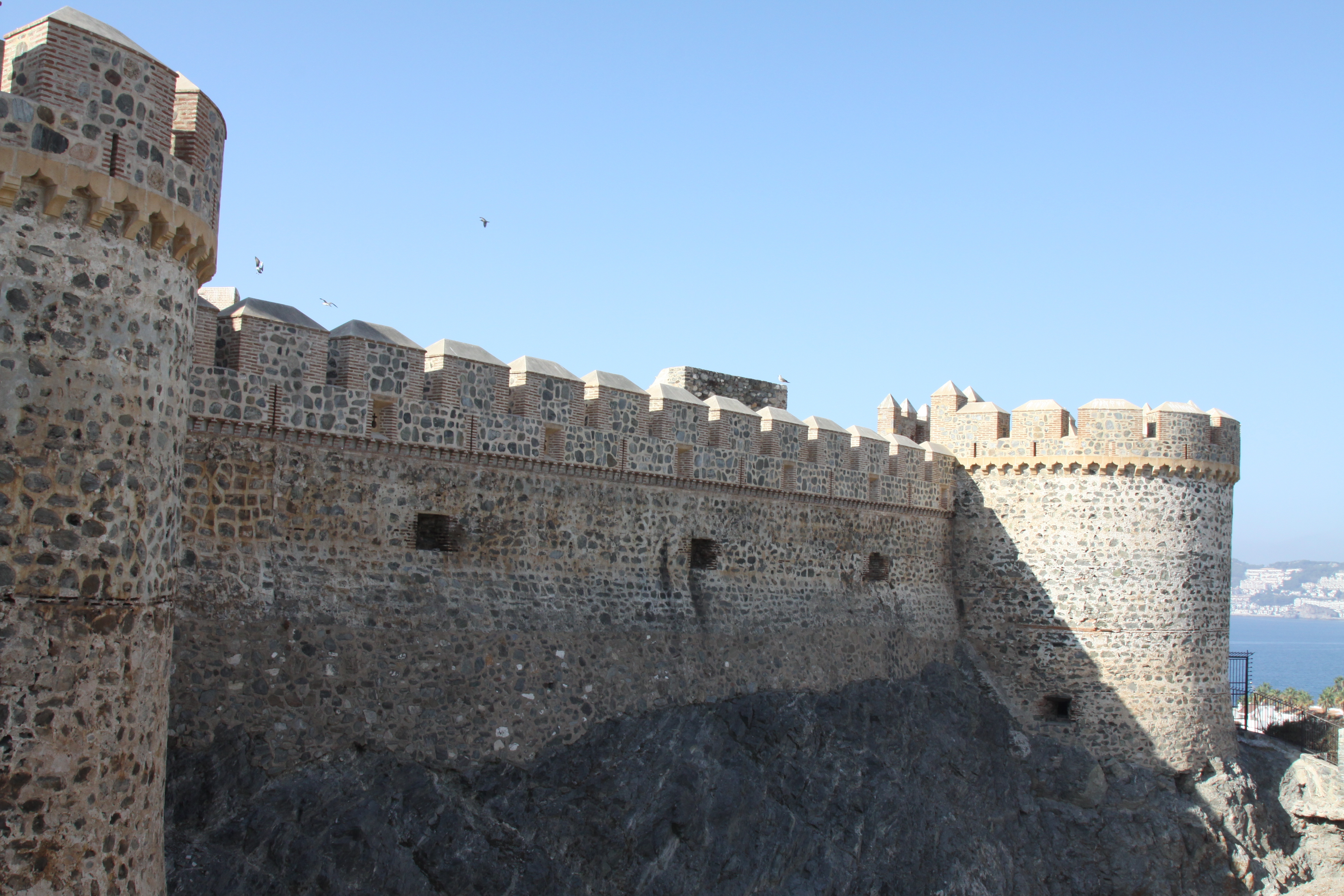
Castillo de San Miguel.

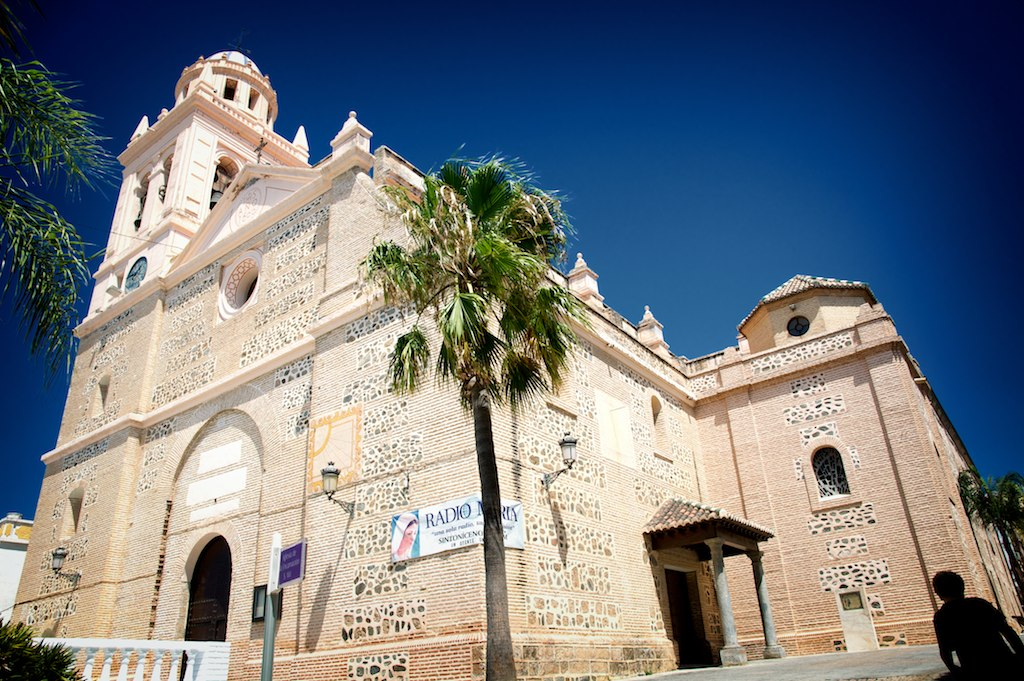
Iglesia de la Encarnación

È un porto di pesca e centro balneare con le sue 29 spiagge nei 16 km di costa del territorio comunale nel cosiddetto Tropico d'Europa perché la sua temperatura media di 29° in estate e di 18° in inverno e le condizioni climatiche subtropicali consentono all'agricoltura della comarca, unica in Europa, di dedicarsi alla coltivazione della canna da zucchero e di frutti tropicali come mango, banane, papaia, avocado  e cirimoia (Annona cherimola).
L'economia, oltre che sulla pesca e sull'agricoltura,  si basa sul turismo non solo balneare e degli sport nautici per il quale il comune si è dotato di un porto sportivo, ma anche sul turismo culturale con l'istituzione di corsi di lingua, letteratura e storia della Spagna e dei paesi latino-americani in grado di soddisfare tutte le esigenze: di durata breve o lunga, per principianti o di livello superiore, di lingua commerciale, medica o turistica, per gruppi o per persone singole.

## Storia
È certa la presenza umana nella zona almeno nell'Età del Bronzo. In epoca storica i popoli stanziali di cultura argarica furono colonizzati alla fine del IX secolo a.C. dai Fenici che diedero il nome di Ex alla località che divenne poi con l'avvento di Roma nel III secolo d.C. il municipio romano di Sexi Firmum Iulium. I Romani trovarono una città già strutturata con economia basata sulla pesca e la salatura del pesce e battente moneta propria e la dotarono di un acquedotto, di templi e di un teatro romano.
Con la fine dell'Impero e la calata dei popoli barbari la città decadde e gli Arabi che se ne impossessarono nel 755, con le truppe guidate da ʿAbd al-Raḥmān I, trovando solo rovine degli edifici romani. La città fu posta dai musulmani entro la cora (dall'arabo qaryat, "villaggio, circoscrizione") di Elvira (più tardi Granada) e prese il nome di Ḥiṣn al-munakkab, cioè " castello protetto". Gli Arabi si dedicarono alla pesca costiera e all'agricoltura introducendo la coltivazione della canna da zucchero oltre a quelle tradizionali mediterranee degli agrumi, della vite, dell'olivo e dei cereali, costruirono l'Alcázar. e la Moschea cattedrale Quando il Califfato si frantumò nei diversi regni, detti Taifas, Almuñécar fece parte del Sultanato di Granada.
Dopo la caduta di Baza nel 1489 la Costa di Granada si arrese alle truppe cristiane e la firma del relativo atto ufficiale avvenne ad Almuñécar nel dicembre dello stesso anno. Il re Carlos III che regnò dal 1759 al 1788 le concesse il titolo di città con lo stemma che ha le teste di tre pirati saraceni che galleggiano sulle onde del mare e sopra di loro una barca a vela a strisce bianche e rosse.
Nei secoli successivi non si ebbero per la città eventi particolari se non l'introduzione di nuove colture tropicali e lo sviluppo turistico accentuato a partire dalla metà del Novecento con la costruzione di adeguate infrastrutture.

### La dominazione araba
La Prima invasione araba del sud della Spagna iniziò nel 711 d.C. vicino a Gibilterra. La città ricorda il 15 agosto 755 quando Omeya Abd ar-Rahman I da Damasco, il fondatore dell'emirato di Cordoba, arrivò dal Nordafrica e stabilì il suo regno arabo proprio in questo luogo.

## Monumenti e luoghi d'interesse
- Casco antiguo, il nucleo antico sovrastato dal castello con le strade strette e tortuose e coi resti degli edifici romani.
- Castillo arabe de Sant Miguel, rovine dell'Alcazar della città araba con quattro torrioni fatti costruire dall'imperatore Carlo V.
- Fortaleza de la Herradura, resti della fortezza romana poi araba.
- Fabrica de saladura resti romani di una fabbrica per la salatura del pesce.
- Museo Archeologico detto Grotta romana dei sette palazzi, si tratta dei sotterranei del tempio romano di Minerva adibiti a museo.
- Torres Arabes de Vigilancia.
- Chiesa di San Miguel del XIII secolo.
- Chiesa della Encarnación del XVII secolo.
- Acquedotto romano ancora in uso.
- Colombario romano.
- Necropoli fenicia Puente de Noy.
- Monumenti eretti nel XX secolo ai Fenici, agli Uomini del mare, all'Acqua, ad Abd al-Raḥmān.
- Mirador en el Peñon del Santo, punto di vista panoramico supra un enorme masso su cui è stata innalzata nel secolo passato un'alta croce.
- Arco in onore di Blas Infante, innalzato il secolo scorso in onore del fondatore del nazionalismo andaluso.
- Parco Botanico El Majuelo.
- Parco Ornitologico Loro Sexi.
- Parco Naturale Cerro Gordo, nel punto più elevato selvaggio e spettacolare del litorale.
- Parque de la reina Excita.

## Dintorni
A 4 km La Herradura, baia protetta dalle montagne, località balneare del comune di Almuñecar con porto sportivo.
A 20 km Salobreña sovrastata dalle rovine del castello arabo.
A 23 km Motril centro di coltivazione della canna da zucchero e di raffinerie di petrolio.
A 30 km Lanjarón centro idro-minerale e di villeggiatura ai piedi del Cerro del Caballo.
A 30 km la Grotta di Nerja, serie di grotte calcaree, ricche di concrezioni, con una buona illuminazione e resti di pitture rupestri.

## Geografia fisica

### Clima
Il clima di Almuñécar è Mediterraneo subtropicale e l'OMS ha riconosciuto la Costa Tropicale spagnola come il secondo luogo più sano al mondo dove vivere. Normalmente si hanno 340 giorni di sole all'anno e una temperatura mite, sempre sopra i 12 °C e con una media annuale di 17,6 °C. Le estati sono calde e umide ma grazie alla vicinanza del mare e alla valle tropicale, durante la notte le correnti fanno scendere la temperatura offrendo un clima molto piacevole.

### Le Spiagge di Almuñécar
Almuñécar offre ai visitatori 19 km di costa con lunghe spiagge di sabbia e sassi. Sono 15 le spiagge che si potranno visitare e la maggior parte di queste offre tutti i servizi necessari. Le spiagge più celebri sono Velilla, San Cristóbal e La Herradura. Sono molte le spiagge nascoste da scoprire che si possono trovare in questa parte di costa : tra queste è possibile trovare luoghi nei quali pescare e passare il tempo con attività sottomarine.
 Fra le attrazioni principali della città troviamo e la natura incontaminata del Cerro Gordo-Maro, una delle attrazioni principali a livello turistico.

## Gastronomia
La gastronomia di Almuñécar si focalizza fondamentalmente sul pesce fresco e i frutti tropicali. Sono molti i pesci di qualità che possono essere trovati nei mercati e di conseguenza la paella non potrebbe che essere un esempio tipico della cucina locale con frutti di mare. Sono molti i ristoranti a disposizione dei visitatori, sia sulla spiaggia che all'interno della città.

## Feste
Festival del jazz, Festival internacional de circos, certamen internacional de guitarra Andres Segura, El dia de la Cruz, Semana Santa, Feria gastronomica, Noche de San Juan.

## Amministrazione

### Gemellaggi
- Cerveteri